# Inspection fondée sur la criticité
Pour les articles homonymes, voir IBC.

L'inspection fondée sur la criticité est une démarche destinée à optimiser l'inspection d'installations industrielles. On utilise aussi les termes inspection basée sur la criticité (IBC) — mais le terme « basé » dans ce sens est un anglicisme — et risk based inspection (RBI). Cette approche est similaire à l'AMDEC process.
Par « optimiser », il faut comprendre diminuer au mieux le risque sans pour autant faire des inspections inutiles. En effet, outre le coût financier des inspections, une stratégie d'inspection « trop fine » noie les personnels de données et masque ce qui est réellement important. Le but de la méthode est d'augmenter la durée d'opération (diminuer les arrêts d'installation) et d'allonger la durée de vie des équipements tout en maintenant un niveau de risque équivalent, voir en le réduisant.
La démarche est détaillée dans la publication no 581 de l'American Petroleum Institute (API-581).

## Démarche globale
La démarche se décompose en sept points :
1. Examiner les unités de production d'une usine pour identifier les zones à haut risque.
2. Estimer le risque par une valeur chiffrée, la criticité, pour chaque équipement, suivant une méthodologie cohérente.
3. Établir des priorités sur ces équipements, priorité fondée sur cette criticité.
4. Développer un programme d'inspection avec pour but la réduction du risque.
5. Gérer de manière systématique le risque de défaillance des équipements.
6. Proposer des modifications mécaniques, de procédé ou des opérations afin de réduire les risques.

## Estimation de la criticité
La criticité est définie comme le produit de la probabilité d'occurrence d'un accident par la gravité de ses conséquences :
criticité = probabilité×gravité.
Pour chaque appareil d'une installation, ou pour chaque zone de l'installation, on définit ainsi une criticité. Une méthode classique consiste à faire une matrice de criticité de 5×5 : les lignes correspondent à la probabilité d'occurrence et les colonnes à la gravité des conséquences. Les lignes et les colonnes sont numérotées de 1 à 5 (1 pour une probabilité ou une gravité faibles, 5 pour une probabilité pour une gravité importantes). On met une croix dans la case correspondant à la situation de l'appareil ou de la zone concernée.
|             |   | Gravité | Gravité | Gravité | Gravité | Gravité |
| 1           | 2 | 3       | 4       | 5       |         |         |
| ----------- | - | ------- | ------- | ------- | ------- | ------- |
| Probabilité | 5 |         |         |         |         |         |
| Probabilité | 4 |         |         |         |         |         |
| Probabilité | 3 |         |         |         |         |         |
| Probabilité | 2 |         |         |         |         |         |
| Probabilité | 1 |         |         |         |         |         |

Dans la matrice ci-dessus, plus le rouge est vif, plus la criticité est importante.
C'est cette criticité qui détermine là où doivent être concentrés en priorité les efforts d'inspection.
On s'aperçoit que dans une installation industrielle, la criticité la plus importante ne concerne qu'une faible partie des installations (voir le principe de Pareto).

### Estimation de la probabilité
L'estimation de la probabilité se fait en considérant typiquement six facteurs :
- le facteur équipement : nombre de composants de l'installation susceptibles de défaillir ;
- le facteur dégâts : mécanismes d'endommagement (corrosion, fatigue, températures extrêmes, …) ;
- le facteur inspection : pertinence des inspections, par analyse de la manière dont sont gérées les inspections ;
- le facteur état : état dans lequel se trouve l'appareil (présence ou absence de maintenance), évalué par inspection visuelle ;
- le facteur procédé : possibilité de fonctionnement en régime anormal, fonction de la stabilité du procédé industriel, des arrêts et redémarrages programmés ou imprévus, des mises en surcharge volontaires ou accidentelles, … ;
- le facteur de conception mécanique : la conception répond-elle aux normes, a-t-elle été faite selon l'état de l'art, est-elle unique et innovante ?

### Estimation de la gravité
Dans le domaine industriel, on considère en général le risque d'incendie et d'explosion, et le risque toxique. En général, un produit présente un risque prépondérant — incendie/explosion ou toxique — et il est rarement utile de déterminer les deux pour un même produit. Comme une installation utilise souvent de nombreux produits, on se concentre en général sur les plus dangereux, ainsi que sur les produits les plus utilisés (par exemple: représentant 90 à 95 % de la masse de produits stockés).
Pour le risque d'incendie et d'explosion, l'estimation de la gravité se fait en considérant typiquement sept facteurs :
- facteur chimique : inflammabilité, point d'éclair des produits ;
- facteur quantité : quantité qui peut être libérée ;
- facteur état : capacité à s'évaporer ou à se sublimer à pression atmosphérique, en fonction de la température du procédé industriel et des propriétés des produits ;
- facteur d'auto-inflammation : cas de produits qui seraient libérés à une température supérieure à leur point d'éclair ;
- facteur pression : permet d'estimer la vitesse de fuite d'un produit ;
- facteur prévision : mesure mises en place pour détecter et combattre un sinistre — détecteurs, arrêt rapide de l'installation, inertage de l'atmosphère, isolement des zones, structures à l'épreuve du feu, réserves d'eau, rideaux d'eau et extincteurs automatiques, …
- facteur de dégâts potentiels : degré d'exposition des installations, valeur des équipements à proximité des zones à risque.

Pour le risque toxique, l'estimation de la gravité se fait en considérant typiquement quatre facteurs :
- facteur de quantité et de toxicité : toxicité du produit et quantité pouvant être libérée en cas de sinistre ;
- facteur de dispersion : essentiellement estimé par la possibilité que le produit se mette en ébullition ;
- facteur prévision :  mesure mises en place pour détecter et combattre un sinistre — détection,  arrêt rapide de l'installation, isolement des zones, rideaux d'eau, …
- facteur population : nombre de personnes pouvant être affectées.